# 2220 Hicks
2220 Hicks (1975 VB) là một tiểu hành tinh vành đai chính được phát hiện ngày 4 tháng 11 năm 1975 bởi E. F. Helin ở Palomar.